# Llangoed
Llangoed es un pequeño pueblo justo al norte de Beaumaris, en la isla de Anglesey (Ynys Môn en galés), en SH609793. El código postal del Royal Mail empieza por LL58. 
El nombre del pueblo significa "recinto religioso en el bosque", en el idioma galés.
Llangoed está a orillas del arroyo Afon Lleiniog, que discurre desde la aldea de Glanrafon hacia el mar, bajo las ruinas de un castillo de mota del siglo XI llamado Castillo Aberlleiniog. 
La iglesia parroquial de San Cawrdaf del siglo XVII, restaurada en el siglo XIX, se encuentra en la parte norte del pueblo, cerca de una escuela y capilla victorianas. 
El moderno centro del pueblo es una colina empinada rodeada por casitas de campo, una oficina de correos, un supermercado y una cpailla. En la zona sur hay una escuela de primaria (Ysgol Gynradd Llangoed) y una pequeña urbanización. Las pistas deportivas son el lugar de una competición anual de rugby 7. El pueblo está rodeado por verdes terrenos ondulantes, con agradables vistas al estrecho de Menai, el mar de Irlanda y a las montañas de Snowdonia (en galés: Eryri).